# APEC Nhật Bản 2010
APEC Nhật Bản 2010 là một loạt các cuộc họp chính trị được tổ chức ở Nhật Bản giữa 21 nền kinh tế thành viên của Diễn đàn Hợp tác Kinh tế châu Á - Thái Bình Dương trong năm 2010. Nó lên đến đỉnh điểm trong Hội nghị các Nhà lãnh đạo Kinh tế APEC lần thứ 18 tổ chức tại Yokohama từ ngày 13-14 tháng 11 năm 2010. Nhật Bản lần cuối tổ chức hội nghị thượng đỉnh APEC vào năm 1995 tại Osaka.
Một trọng tâm chính của các cuộc họp là cái gọi là Mục tiêu Bogor, vì năm 2010 là năm mục tiêu cho các thành viên phát triển của Vành đai Thái Bình Dương để đạt được thương mại tự do và đầu tư.